# Гонсало Ігуаїн
Гонса́ло Хера́рдо Ігуаї́н Сакарі́ас (ісп. Gonzalo Gerardo Higuaín Zacarías, нар. 10 грудня 1987, Брест, Франція) — аргентинський футболіст, центральний нападник. Виступав за збірну Аргентини.

## Біографія
Народився в сім'ї аргентинського професійного футболіста Хорхе Ігуаїна (нар. 8 червня 1957), який на той момент виступав на позиції захисника за французький клуб «Брест». Його батьки повернулися до Аргентини, коли синові виповнилося 10 місяців. Таким чином, Гонсало Ігуаїн є володарем французького паспорта, хоч і не говорить французькою. У 2006 році Ігуаїна запрошували до свого складу збірні Аргентини та Франції, але тоді Гонсало відмовив обом, взявши час на роздуми. Пізніше він вирішив приєднатися до збірної Аргентини. Старший брат Гонсало Федеріко Ігуаїн (нар. 25 жовтня 1984) також є професійним футболістом і має досвід виступів на позиції форварда за «Рівер Плейт» (разом з братом), «Індепендьєнте», турецький «Бешикташ».

## Клубна кар'єра

### «Рівер Плейт»
Почав кар'єру в аргентинському «Рівер Плейті». Дебютував за команду 29 травня 2005 року в матчі проти «Хімнасія і Есгріма», в якому його команду програла з рахунком 2:1.

### «Реал Мадрид»
В грудні 2006 року, за €20 млн був куплений мадридським «Реалом». Дебютував за мадридський «Реал» 11 січня 2007 в матчі проти «Бетіса». Перший матч в Ла-лізі зіграв відразу через три дні після гри проти «Бетіса», 14 січня проти «Реала Сарагоси». Перший гол за «Реал» забив 24 лютого в «мадридському дербі»(0-1) на Сантьяго Бернабеу.

### «Наполі»
27 липня 2013, «Наполі» підписав контракт з футболістом за 40 мільйонів євро. У травні 2015 року пообіцяв завершити кар'єру, якщо його клуб не пройде український ФК «Дніпро» у півфіналі Ліги Європи. У результаті, за сумою обох матчів «Наполі» поступився 1-2, попередньо зігравши у нічию 1-1 на власному полі. Все ж таки гравець не виконав своєї обіцянки.
У сезоні 2015—2016 Гонсало став найкращим бомбардиром Італійської Серії А. Відмітившись 36 раз у воротах суперників, Ігуаїн встановив новий рекорд результативності в італійському чемпіонаті. Незважаючи на його подвиги, його клуб «Наполі» фінішував тільки другим, пропустивши вперед «Ювентус».

### «Ювентус»
26 липня 2016 року з'явились чутки в ЗМІ, що Ігуаїн за 90 млн євро перейшов до лав «Ювентуса». На той момент вартість трансферу — 3-я за всю історію.

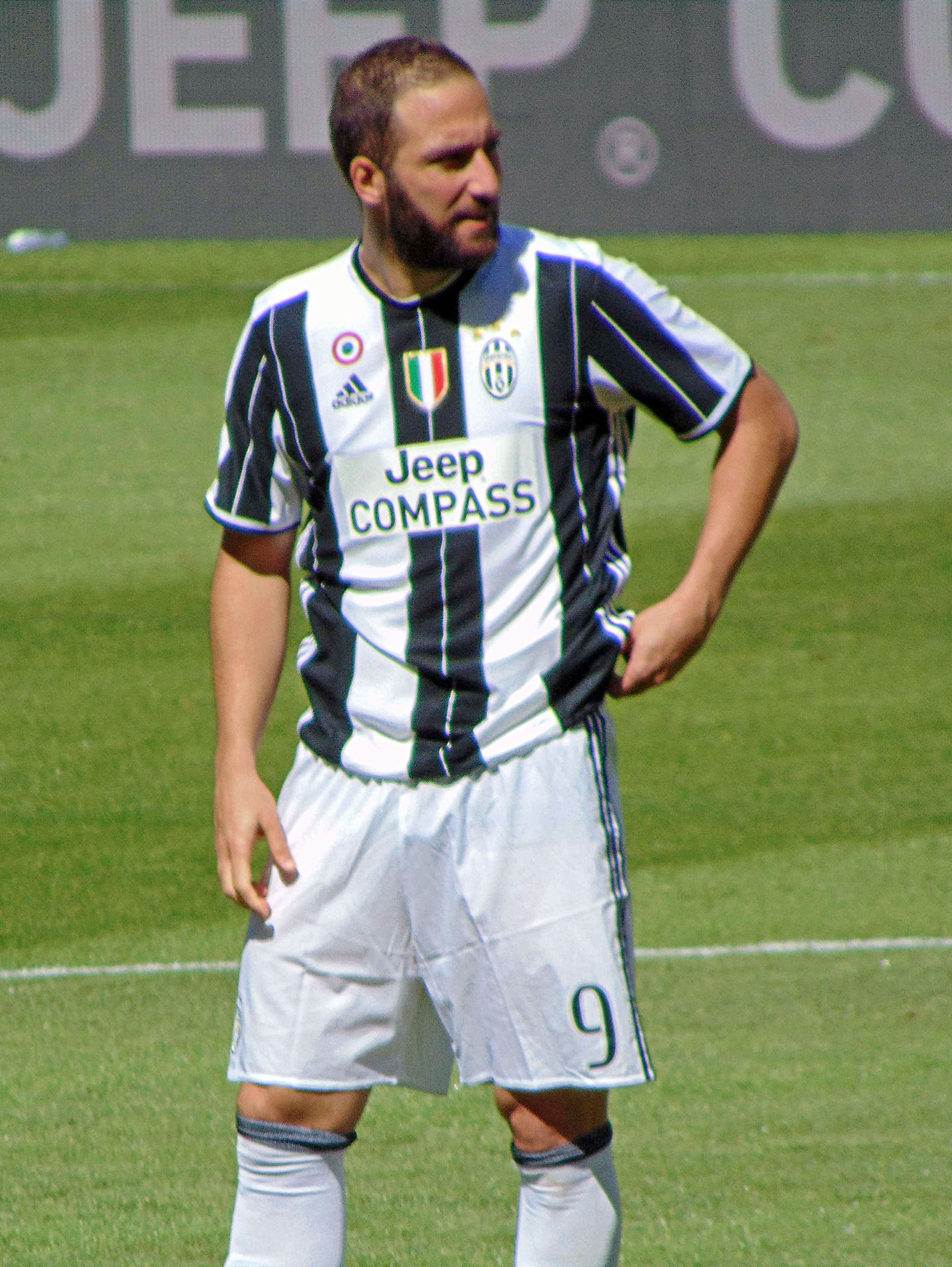
Ігуаїн в футболці «Ювентуса»

У складі «Ювентуса» відразу став ключовим нападником і свій перший сезон у Турині завершив з показником 32 забитих голи у 55 іграх в усіх турнірах, чим допоміг команді зробити «золотий дубль», вигравши чемпіонат і Кубок Італії. Наступного сезону «Ювентусу» знову не було рівних ані в Серії A, ані в Кубку Італії, щоправда цього разу бомбардирські здобутки аргентинського нападника були скромнішими — 23 забиті м'ячі у 50 матчах.

### «Мілан»
Влітку, через високу конкуренцію в «Юве», і прихід в команду Кріштіану Роналду, на правах оренди став гравцем «Мілану». Перша гра Ігуаїна за «Мілан» відбулася 25 серпня проти його колишнього клубу «Наполі» був надрезультативним (3:2), та самому нападнику не вдалося відзначитись результативними діями. Загалом за півроку оренди в «Мілані» зіграв 15 матчів в Серії А, і ще 5 в Лізі Європи, забив 8 голів(5 в Серії А, і 3 в Лізі Європи).

### «Челсі»
В січні 2019 змінив оренду з «Мілана» на «Челсі», однак за півроку повернувся до «Ювентуса», оскільки лондонський клуб відмовився від опції продовження орендної угоди.

### Подальша кар'єра
Повернувшись влітку 2019 року до «Ювентуса», знову отримував регулярну ігрову практику і протягом сезону відзначився 11-ма голами у 44 матчах в усіх турнірах.
17 вересня 2020 року залишив «Ювентус» за згодою сторін, а вже наступного дня на правах вільного агента уклав контракт з американським «Інтером» (Маямі), до якого місяцем раніше приєднався його колишній партнер по «Юве» Блез Матюїді.

## Кар'єра у збірній
Свого часу Французька футбольна федерація пропонувала Ігуаїну прийняти французьке громадянство і виступати за «триколірних», але Гонсало відмовився від пропозиції.
Проте, двері в збірну Аргентини довгий час для нього залишалися закритими. Альфіо Басіле шансів Ігуаїну не надавав, не бачив спочатку його в обоймі і Дієго Марадона. Нарешті в 2009 році Марадона викликав нападника і навіть поставив у стартовий склад відбіркового матчу проти Перу, в якому Гонсало відразу ж відзначився забитим голом. На початку 2010 року записав до свого рахунку єдиний переможни гол у ворота збірної Німеччини у товариському матчі, чим підтвердив обґрунтованість своїх амбіцій стати основним гравцем аргентинської збірної.

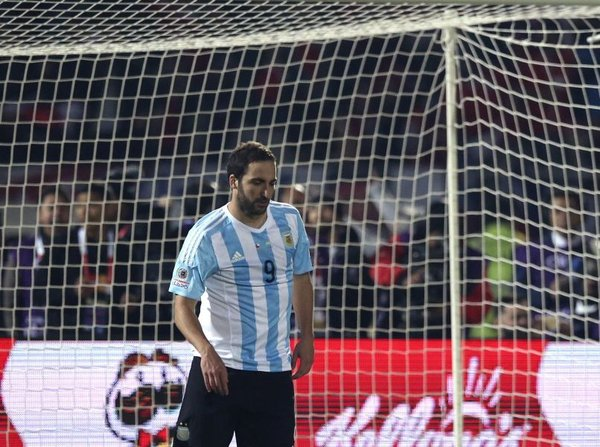
Ігуаїн у складі збірної Аргентини

Не лише був включений до заявки аргентинців на чемпіонат світу 2010 року, але й розпочинав на полі у стартовому складі усі матчі команди на турнірі, крім заключної гри групового етапу проти Греції, на момент якої Аргентина вже вирішила завдання виходу з групи і в якій тренерський штаб дав можливість відпочити гравцяв основного складу. На своєму дебютному мундіалі Ігуаїн відзначився чотирма голами, включаючи три голи у ворота Південної Кореї на груповому етапі (єдиний хет-трик тогорічної світової першості). Утім не зміг проявити свої бомбардирські якості у чвертьфінальній грі проти збірної Німеччини, в якій південноамериканці зазнали нищівної поразки 0:4 і завершили боротьбу на турнірі.
На наступному чемпіонаті світу, що відбувався 2014 року в Бразилії, аргентинці виступили краще, зустрівшись зі своїми кривдниками чотирирічної давнини, німцями, лише у фінальній грі, мінімальну перемогу в якій європейська команда змогла здобути лише у додатковий час. На цьому турнірі Ігуаїн взяв участь у всіх сімох іграх Аргентини, проте його гольовий здобуток був скромнішим  — лише один гол у чвертьфіналі проти збірної Бельгії, щоправда він виявився єдиним у грі і забезпечив команді Ігуаїна просування далі турнірною сіткою.
Згодом був основним гравцем збірної на Кубках Америки у 2015 і 2016, на обох турнірах аргентинці сягнули фіналів, в яких обидва рази зазнали прикрих поразок від збірної Чилі у серіях післяматчевих пенальті після нульових нічиїх в основний і додатковий час.
У травні 2018 року був включений до заявки збірної на свою третю світову першість — тогорічний чемпіонат світу в Росії, де взяв участь у всіх трьох матчах групового етапу, а аргентинці вибули з боротьби, поступившись у першому ж раунді плей-оф майбутнім переможцям змагання французам. Після завершення мундіалю за національну команду більше не грав, а навесні 2019 року офіційно оголосив про завершення виступів у її складі.

## Статистика виступів

### Статистика клубних виступів
Станом на 18 вересня 2020
| Сезон                   | Команда                 | Чемпіонат               | Чемпіонат | Чемпіонат | Національний кубок | Національний кубок | Національний кубок | Континентальні кубки | Континентальні кубки | Континентальні кубки | Інші змагання | Інші змагання | Інші змагання | Усього | Усього |
| Сезон                   | Команда                 | Ліга                    | Ігор      | Голів     | Ліга               | Ігор               | Голів              | Ліга                 | Ігор                 | Голів                | Ліга          | Ігор          | Голів         | Ігор   | Голів  |
| ----------------------- | ----------------------- | ----------------------- | --------- | --------- | ------------------ | ------------------ | ------------------ | -------------------- | -------------------- | -------------------- | ------------- | ------------- | ------------- | ------ | ------ |
| 2004–05                 | «Рівер Плейт»           | ПД                      | 4         | 0         | -                  | -                  | -                  | КЛ                   | 0                    | 0                    | -             | -             | -             | 4      | 0      |
| 2005–06                 | «Рівер Плейт»           | ПД                      | 14        | 5         | -                  | -                  | -                  | КЛ                   | 4                    | 2                    | -             | -             | -             | 18     | 7      |
| 2006-січ. 2007          | «Рівер Плейт»           | ПД                      | 17        | 8         | -                  | -                  | -                  | ПК                   | 2                    | 0                    | -             | -             | -             | 19     | 8      |
| Усього за «Рівер Плейт» | Усього за «Рівер Плейт» | Усього за «Рівер Плейт» | 35        | 13        |                    | -                  | -                  |                      | 6                    | 2                    |               | -             | -             | 41     | 15     |
| січ.-черв. 2007         | «Реал Мадрид»           | ПД                      | 19        | 2         | КІ                 | 2                  | 0                  | ЛЧ                   | 2                    | 0                    | -             | -             | -             | 23     | 2      |
| 2007–08                 | «Реал Мадрид»           | ПД                      | 25        | 8         | КІ                 | 4                  | 1                  | ЛЧ                   | 5                    | 0                    | СІ            | 0             | 0             | 34     | 9      |
| 2008–09                 | «Реал Мадрид»           | ПД                      | 34        | 22        | КІ                 | 2                  | 1                  | ЛЧ                   | 7                    | 0                    | СІ            | 1             | 1             | 44     | 24     |
| 2009–10                 | «Реал Мадрид»           | ПД                      | 32        | 27        | КІ                 | 1                  | 0                  | ЛЧ                   | 7                    | 2                    | -             | -             | -             | 40     | 29     |
| 2010–11                 | «Реал Мадрид»           | ПД                      | 17        | 10        | КІ                 | 2                  | 1                  | ЛЧ                   | 6                    | 2                    | -             | -             | -             | 25     | 13     |
| 2011–12                 | «Реал Мадрид»           | ПД                      | 35        | 22        | КІ                 | 5                  | 1                  | ЛЧ                   | 12                   | 3                    | СІ            | 2             | 0             | 54     | 26     |
| 2012–13                 | «Реал Мадрид»           | ПД                      | 28        | 16        | КІ                 | 5                  | 0                  | ЛЧ                   | 9                    | 1                    | СІ            | 2             | 1             | 44     | 18     |
| Усього за «Реал Мадрид» | Усього за «Реал Мадрид» | Усього за «Реал Мадрид» | 190       | 107       |                    | 21                 | 4                  |                      | 48                   | 8                    |               | 5             | 2             | 264    | 121    |
| 2013–14                 | «Наполі»                | A                       | 32        | 17        | КІ                 | 5                  | 2                  | ЛЧ+ЛЄ                | 5+4                  | 4+1                  | -             | -             | -             | 46     | 24     |
| 2014–15                 | «Наполі»                | A                       | 37        | 18        | КІ                 | 4                  | 1                  | ЛЧ+ЛЄ                | 2+14                 | 1+7                  | СІ            | 1             | 2             | 58     | 29     |
| 2015–16                 | «Наполі»                | A                       | 35        | 36        | КІ                 | 2                  | 0                  | ЛЄ                   | 5                    | 2                    | -             | -             | -             | 42     | 38     |
| Усього за «Наполі»      | Усього за «Наполі»      | Усього за «Наполі»      | 104       | 71        |                    | 11                 | 3                  |                      | 30                   | 15                   |               | 1             | 2             | 146    | 91     |
| 2016–17                 | «Ювентус»               | A                       | 38        | 24        | КІ                 | 4                  | 3                  | ЛЧ                   | 12                   | 5                    | СІ            | 1             | 0             | 55     | 32     |
| 2017–18                 | «Ювентус»               | A                       | 35        | 16        | КІ                 | 4                  | 2                  | ЛЧ                   | 10                   | 5                    | СІ            | 1             | 0             | 50     | 23     |
| 2018-січ. 2019          | «Мілан»                 | A                       | 15        | 6         | КІ                 | 1                  | 0                  | ЛЄ                   | 5                    | 2                    | СІ            | 1             | 0             | 22     | 8      |
| січ.-черв. 2019         | «Челсі»                 | ПЛ                      | 14        | 5         | КА+КЛ              | 2+1                | 0                  | ЛЄ                   | 1                    | 0                    | СА            | 0             | 0             | 18     | 5      |
| 2019–20                 | «Ювентус»               | A                       | 32        | 8         | КІ                 | 3                  | 1                  | ЛЧ                   | 8                    | 2                    | СІ            | 1             | 0             | 44     | 11     |
| Усього за «Ювентус»     | Усього за «Ювентус»     | Усього за «Ювентус»     | 105       | 48        |                    | 11                 | 6                  |                      | 30                   | 12                   |               | 3             | 0             | 149    | 66     |
| 2020                    | «Інтер» (Маямі)         | MLS                     | 9         | 1         | ВКСША              | -                  | -                  | -                    | -                    | -                    | -             | -             | -             | 9      | 1      |
| Усього за кар'єру       | Усього за кар'єру       | Усього за кар'єру       | 472       | 251       |                    | 47                 | 13                 |                      | 120                  | 39                   |               | 10            | 4             | 650    | 307    |

### Статистика виступів за збірну
| Дата       | Місто                  | Господарі  | Результат               | Гості                | Турнір                          | Голи | Примітки |
| ---------- | ---------------------- | ---------- | ----------------------- | -------------------- | ------------------------------- | ---- | -------- |
| 10-10-2009 | Буенос-Айрес           | Аргентина  | 2 – 1                   | Перу                 | Відбір до ЧС 2010               | 1    | 67'      |
| 14-10-2009 | Монтевідео             | Уругвай    | 0 – 1                   | Аргентина            | Відбір до ЧС 2010               | -    | 79'      |
| 14-11-2009 | Мадрид                 | Іспанія    | 2 – 1                   | Аргентина            | товариський матч                | -    | 58'      |
| 3-3-2010   | Мюнхен                 | Німеччина  | 0 – 1                   | Аргентина            | товариський матч                | 1    | 62'      |
| 24-5-2010  | Буенос-Айрес           | Аргентина  | 5 – 0                   | Канада               | товариський матч                | -    | 68'      |
| 12-6-2010  | Йоганнесбург           | Аргентина  | 1 – 0                   | Нігерія              | ЧС 2010 - 1-й етап              | -    | 79'      |
| 17-6-2010  | Йоганнесбург           | Аргентина  | 4 – 1                   | Південна Корея       | ЧС 2010 - 1-й етап              | 3    | 82'      |
| 27-6-2010  | Йоганнесбург           | Аргентина  | 3 – 1                   | Мексика              | ЧС 2010 - 1/8 фіналу            | 1    |          |
| 3-7-2010   | Кейптаун               | Аргентина  | 0 – 4                   | Німеччина            | ЧС 2010 - чвертьфінал           | -    |          |
| 11-8-2010  | Дублін                 | Ірландія   | 0 – 1                   | Аргентина            | товариський матч                | -    | 46'      |
| 7-9-2010   | Буенос-Айрес           | Аргентина  | 4 – 1                   | Іспанія              | товариський матч                | 1    | 68'      |
| 8-10-2010  | Сайтама                | Японія     | 1 – 0                   | Аргентина            | товариський матч                | -    | 33'      |
| 17-11-2010 | Доха                   | Аргентина  | 1 – 0                   | Бразилія             | товариський матч                | -    | 46'      |
| 6-7-2011   | Санта-Фе               | Аргентина  | 0 – 0                   | Колумбія             | Копа Америка 2011 - 1-й етап    | -    | 72'      |
| 11-7-2011  | Кордова                | Аргентина  | 3 – 0                   | Коста-Рика           | Копа Америка 2011 - 1-й етап    | -    | 80'      |
| 16-7-2011  | Санта-Фе               | Аргентина  | 1 – 1 д.ч. (4 – 5 п.п.) | Уругвай              | Копа Америка 2011 - чвертьфінал | 1    |          |
| 2-9-2011   | Колката                | Аргентина  | 1 – 0                   | Венесуела            | товариський матч                | -    | 77'      |
| 6-9-2011   | Дакка                  | Аргентина  | 3 – 1                   | Нігерія              | товариський матч                | 1    | 77'      |
| 7-10-2011  | Буенос-Айрес           | Аргентина  | 4 – 1                   | Чилі                 | Відбір до ЧС 2014               | 3    |          |
| 11-10-2011 | Пуерто-ла-Крус         | Венесуела  | 1 – 0                   | Аргентина            | Відбір до ЧС 2014               | -    |          |
| 11-11-2011 | Буенос-Айрес           | Аргентина  | 1 – 1                   | Болівія              | Відбір до ЧС 2014               | -    |          |
| 15-11-2011 | Барранкілья            | Колумбія   | 1 – 2                   | Аргентина            | Відбір до ЧС 2014               | -    | 86'      |
| 29-2-2012  | Берн                   | Швейцарія  | 1 – 3                   | Аргентина            | товариський матч                | -    | 80'      |
| 2-6-2012   | Буенос-Айрес           | Аргентина  | 4 – 0                   | Еквадор              | Відбір до ЧС 2014               | 1    | 66' 74'  |
| 9-6-2012   | Нью-Йорк               | Аргентина  | 4 – 3                   | Бразилія             | товариський матч                | -    | 49' 89'  |
| 15-8-2012  | Франкфурт-на-Майні     | Німеччина  | 1 – 3                   | Аргентина            | товариський матч                | -    |          |
| 7-9-2012   | Кордова                | Аргентина  | 3 – 1                   | Парагвай             | Відбір до ЧС 2014               | 1    |          |
| 11-9-2012  | Ліма                   | Перу       | 1 – 1                   | Аргентина            | Відбір до ЧС 2014               | 1    |          |
| 12-10-2012 | Мендоса                | Аргентина  | 3 – 0                   | Уругвай              | Відбір до ЧС 2014               | -    | 83'      |
| 16-10-2012 | Сантьяго               | Чилі       | 1 – 2                   | Аргентина            | Відбір до ЧС 2014               | 1    | 61'      |
| 6-2-2013   | Стокгольм              | Швеція     | 2 – 3                   | Аргентина            | товариський матч                | 1    | 90'      |
| 22-3-2013  | Буенос-Айрес           | Аргентина  | 3 – 0                   | Венесуела            | Відбір до ЧС 2014               | 2    | 76' 80'  |
| 7-6-2013   | Буенос-Айрес           | Аргентина  | 0 – 0                   | Колумбія             | Відбір до ЧС 2014               | -    | 27'      |
| 14-8-2013  | Рим                    | Італія     | 1 – 2                   | Аргентина            | товариський матч                | 1    | 61'      |
| 15-11-2013 | Іст-Ратерфорд          | Еквадор    | 0 – 0                   | Аргентина            | товариський матч                | -    | 71'      |
| 5-3-2014   | Бухарест               | Румунія    | 0 – 0                   | Аргентина            | товариський матч                | -    | 77'      |
| 15-6-2014  | Ріо-де-Жанейро         | Аргентина  | 2 – 1                   | Боснія і Герцеговина | ЧС 2014 - 1-й етап              | -    | 46'      |
| 21-6-2014  | Белу-Оризонті          | Аргентина  | 1 – 0                   | Іран                 | ЧС 2014 - 1-й етап              | -    | 77'      |
| 25-6-2014  | Порту-Алегрі           | Нігерія    | 2 – 3                   | Аргентина            | ЧС 2014 - 1-й етап              | -    | 90+1'    |
| 1-7-2014   | Сан-Паулу              | Аргентина  | 1 – 0 д.ч.              | Швейцарія            | ЧС 2014 - 1/8 фіналу            | -    |          |
| 5-7-2014   | Бразиліа               | Аргентина  | 1 – 0                   | Бельгія              | ЧС 2014 - чвертьфінал           | 1    | 81'      |
| 9-7-2014   | Сан-Паулу              | Нідерланди | 0 – 0 д.ч. (2 – 4 п.п.) | Аргентина            | ЧС 2014 - півфінал              | -    | 82'      |
| 13-7-2014  | Ріо-де-Жанейро         | Німеччина  | 1 – 0 д.ч.              | Аргентина            | ЧС 2014 - Фінал                 | -    | 78'      |
| 11-10-2014 | Пекін                  | Бразилія   | 2 – 0                   | Аргентина            | товариський матч                | -    | 61'      |
| 14-10-2014 | Гонконг                | Гонконг    | 0 – 7                   | Аргентина            | товариський матч                | 2    |          |
| 18-11-2014 | Манчестер              | Аргентина  | 0 – 1                   | Португалія           | товариський матч                | -    | 61'      |
| 28-3-2015  | Лендовер               | Сальвадор  | 0 – 2                   | Аргентина            | товариський матч                | -    |          |
| 6-6-2015   | Сан-Хуан               | Аргентина  | 5 – 0                   | Болівія              | товариський матч                | -    | 61'      |
| 13-6-2015  | Ла-Серена (Чилі)       | Аргентина  | 2 – 2                   | Парагвай             | Копа Америка 2015 - 1-й етап    | -    | 76'      |
| 20-6-2015  | Вінья-дель-Мар         | Аргентина  | 1 – 0                   | Ямайка               | Копа Америка 2015 - 1-й етап    | 1    | 72'      |
| 30-6-2015  | Консепсьйон            | Аргентина  | 6 – 1                   | Парагвай             | Копа Америка 2015 - півфінал    | 1    | 81'      |
| 4-7-2015   | Сантьяго               | Чилі       | 0 – 0 д.ч. (4 – 1 п.п.) | Аргентина            | Копа Америка 2015 - Фінал       | -    | 74'      |
| 13-11-2015 | Буенос-Айрес           | Аргентина  | 1 – 1                   | Бразилія             | Відбір до ЧС 2018               | -    | 81'      |
| 17-11-2015 | Барранкілья            | Колумбія   | 0 – 1                   | Аргентина            | Відбір до ЧС 2018               | -    | 70'      |
| 24-3-2016  | Сантьяго               | Чилі       | 1 – 2                   | Аргентина            | Відбір до ЧС 2018               | -    | 65'      |
| 29-3-2016  | Кордова                | Аргентина  | 2 – 0                   | Болівія              | Відбір до ЧС 2018               | -    | 78'      |
| 27-5-2016  | Сан-Хуан               | Аргентина  | 1 – 0                   | Гондурас             | товариський матч                | 1    | 65'      |
| 6-6-2016   | Санта-Клара            | Аргентина  | 2 – 1                   | Чилі                 | Копа Америка 2016 - 1-й етап    | -    | 74'      |
| 10-6-2016  | Чикаго                 | Аргентина  | 5 – 0                   | Панама               | Копа Америка 2016 - 1-й етап    | -    | 76'      |
| 14-6-2016  | Сіетл                  | Аргентина  | 3 – 0                   | Болівія              | Копа Америка 2016 - 1-й етап    | -    | 46'      |
| 18-6-2016  | Фоксборо (Массачусетс) | Аргентина  | 4 – 1                   | Венесуела            | Копа Америка 2016 - чвертьфінал | 2    | 74'      |
| 21-6-2016  | Х'юстон                | США        | 0 – 4                   | Аргентина            | Копа Америка 2016 - півфінал    | 2    |          |
| 26-6-2016  | Іст-Ратерфорд          | Аргентина  | 0 – 0 д.ч. (2 – 4 п.п.) | Чилі                 | Копа Америка 2016 - Фінал       | -    | 70'      |
| 6-10-2016  | Ліма                   | Перу       | 2 – 2                   | Аргентина            | Відбір до ЧС 2018               | 1    | 72'      |
| 11-10-2016 | Кордова                | Аргентина  | 0 – 1                   | Парагвай             | Відбір до ЧС 2018               | -    |          |
| 10-11-2016 | Белу-Оризонті          | Бразилія   | 3 – 0                   | Аргентина            | Відбір до ЧС 2018               | -    |          |
| 15-11-2016 | Сан-Хуан               | Аргентина  | 3 – 0                   | Колумбія             | Відбір до ЧС 2018               | -    | 79'      |
| 23-3-2017  | Буенос-Айрес           | Аргентина  | 1 – 0                   | Чилі                 | Відбір до ЧС 2018               | -    | 74'      |
| 9-6-2017   | Мельбурн               | Бразилія   | 0 – 1                   | Аргентина            | товариський матч                | -    | 46'      |
| 23-3-2018  | Манчестер              | Аргентина  | 2 – 0                   | Італія               | товариський матч                | -    |          |
| 27-3-2018  | Мадрид                 | Іспанія    | 6 – 1                   | Аргентина            | товариський матч                | -    | 59'      |
| 29-5-2018  | Буенос-Айрес           | Аргентина  | 4 – 0                   | Гаїті                | товариський матч                | -    | 59'      |
| 16-6-2018  | Москва                 | Аргентина  | 1 – 1                   | Ісландія             | ЧС 2018 - 1-й етап              | -    | 84'      |
| 21-6-2018  | Нижній Новгород        | Аргентина  | 0 – 3                   | Хорватія             | ЧС 2018 - 1-й етап              | -    | 54'      |
| 26-6-2018  | Санкт-Петербург        | Нігерія    | 1 – 2                   | Аргентина            | ЧС 2018 - 1-й етап              | -    |          |
| Усього     |                        | Матчів     | 75                      |                      | Голів (6 місце)                 | 31   |          |

## Досягнення

### Клубні
«Реал Мадрид»
- Чемпіон Іспанії: 2006-07, 2007-08, 2011-12
- Володар кубка Іспанії: 2010-11
- Володар Суперкубка Іспанії: 2008, 2012

«Наполі»
- Володар Кубка Італії: 2014
- Володар Суперкубка Італії: 2014.

«Ювентус»
- Чемпіон Італії: 2016–17, 2017–18, 2019–20
- Володар Кубка Італії: 2016-17, 2017-18

«Челсі»
- Переможець Ліги Європи УЄФА: 2018–19

### Збірні
- Віце-чемпіон світу: 2014
- Срібний призер Кубка Америки: 2015, 2016
- Переможець Суперкласіко де лас Амерікас: 2017